# Berg (Mechernich)
Berg ist ein Stadtteil von Mechernich im Kreis Euskirchen, Nordrhein-Westfalen. Ortsvorsteher ist Ferdinand Ley.

## Lage
Das Straßendorf liegt am Rand der Zülpicher Börde und damit am Übergang in die Eifel. Um das Dorf liegen aus dem Kreis Düren die Orte Vlatten und Hergarten, sowie Bürvenich und Glehn aus dem Kreis Euskirchen. Die Hauptstraße des Ortes ist die Kreisstraße 10.

## Geschichte

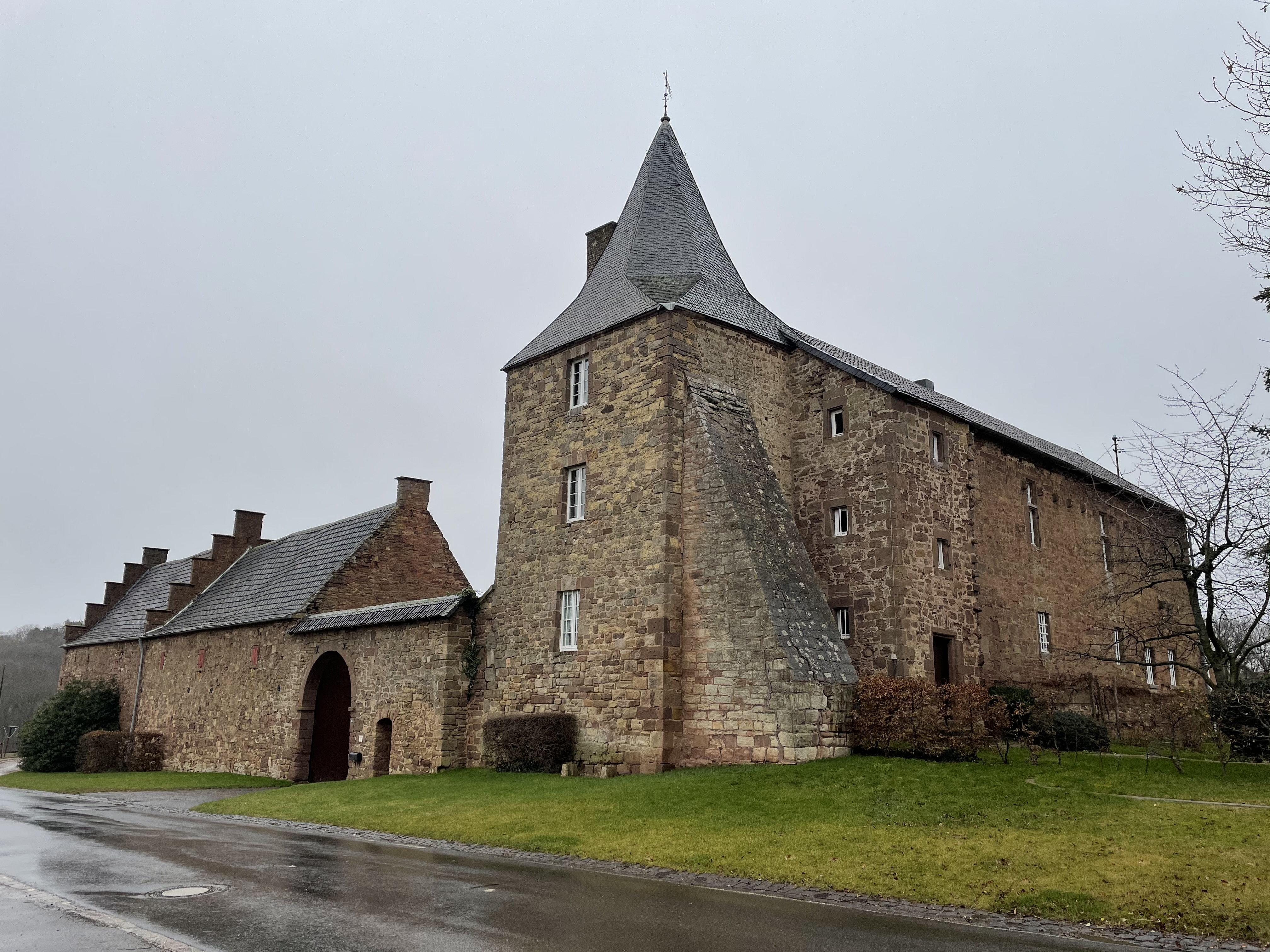
Wasserburg Berg

Mit einer Schenkung an das Kloster Echternach in „Montis in pago Tulpiacensi“ (Berg im Zülpichgau) kann Berg sehr wahrscheinlich schon im Jahre 699 ins Licht der Geschichte treten (Regnum Francorum online Echternach 006). Die Wasserburg wurde erstmals im Jahre 1350 erwähnt. Früher gab es zwei Kirchen im Ort. Zu der heutigen Pfarrkirche St. Peter kam noch eine Wallfahrtskapelle, die dem Hl. Willibrordus geweiht war. Letzteres Patrozinium weist auf frühere Bindungen zum Kloster Echternach hin, das vom Missionsbischof Willibrord gegründet worden war. In Berg wurden früher Kupferbergbau und Kupferverhüttung betrieben.
Am 1. Juli 1969 wurde Berg nach Mechernich eingemeindet.

### Wappen

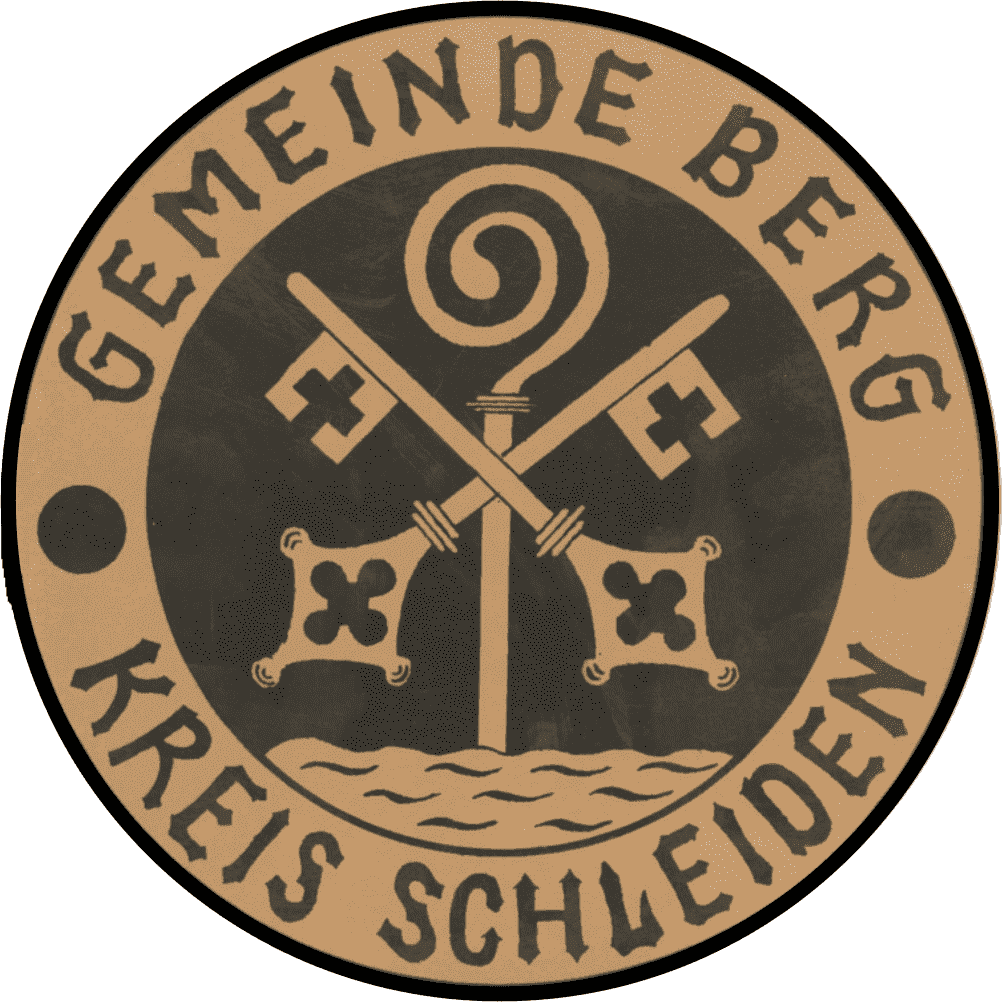
Ehem. Gemeindesiegel

| Wappen der früheren Gemeinde Berg/Eifel | Blasonierung: „In Rot über einem silbernen (weißen) Wellenschildfuß, ein aufrechter goldener (gelber) Bischofsstab überdeckt von zwei silbernen (weißen) gekreuzten Schlüsseln.“ |
| Wappen der früheren Gemeinde Berg/Eifel | Wappenbegründung: Das von Josef Decku entworfene Wappen wurde am 27. Juni 1962 vom nordrhein-westfälischen Innenminister verliehen. Die gekreuzten Schlüssel sind das Attribut des Pfarrpatrons St. Petrus. Der aus Wellen wachsende Bischofsstab deutet auf den heiligen Willibrordus, den zweiten Pfarrpatron hin. Es bestand neben der Petruskirche auch eine Willibrorduskirche. 1686 wurden beide Kirchen wegen Baufälligkeit der Willibrorduskirche vereinigt. Seitdem lebt Willibrordus im Gedächtnis der Bevölkerung fort im Form der sogenannten Willibrordus-Brücke. |

## Wirtschaft und Infrastruktur
In Berg gibt es eine Seniorenresidenz mit 119 Plätzen.
Die VRS-Buslinie 888 der RVK, die als TaxiBusPlus nach Bedarf verkehrt, stellt den Personennahverkehr mit den angrenzenden Orten und der Stadt Mechernich sicher. Zusätzlich verkehren einzelne Fahrten der auf die Schülerbeförderung ausgerichteten Linie 896.
| Linie | Betreiber | Verlauf |
| ----- | --------- | --- |
| 888   | RVK       | MiKE: Mechernich Stiftsweg – Mechernich Bf – Roggendorf – Hostel – Glehn – Eicks – Floisdorf – Berg – Floisdorf – Eicks – Kommern |
| 896   | Schäfer   | Berg – Floisdorf – Eicks – Glehn – Hostel – (Denrath – Schützendorf – Lückerath – Roggendorf –) Mechernich Bf → Mechernich Feytal |